# Evangelische Kirche (Grifte)

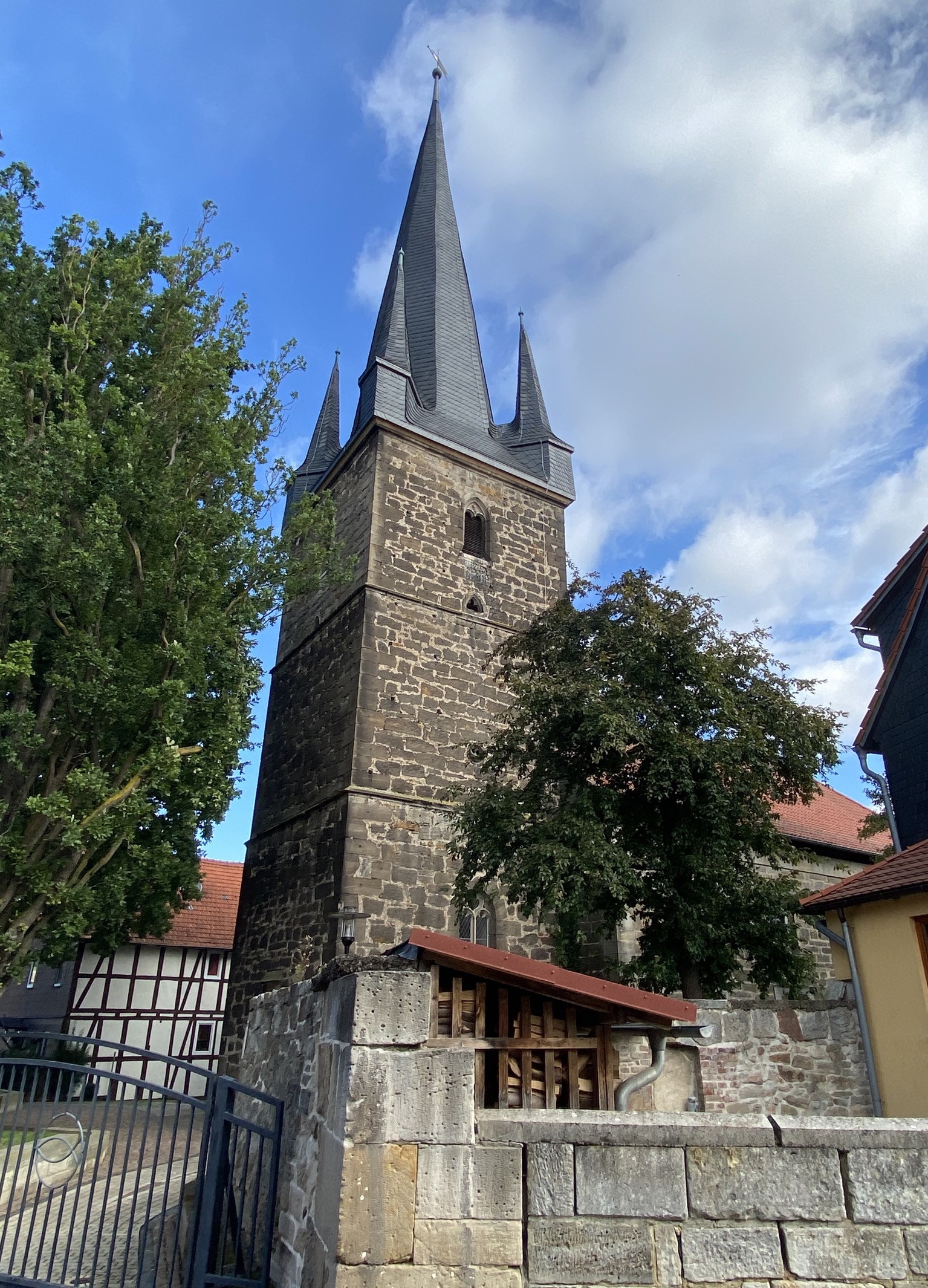
Evangelische Kirche Grifte

Die Evangelische Kirche Grifte ist ein denkmalgeschütztes Kirchengebäude im Ortsteil Grifte der Gemeinde Edermünde im Schwalm-Eder-Kreis (Hessen). Die Kirchengemeinde gehört zum Kirchenkreis Schwalm-Eder im Sprengel Marburg der Evangelischen Kirche von Kurhessen-Waldeck.

## Beschreibung
Der im Jahre 1524 errichtete spätgotische Kirchturm ergänzte die wohl bereits im 13. Jahrhundert erbaute Wehrkirche des Dorfs. Der Turm erhielt in der 2. Hälfte des 17. Jahrhunderts einen achtseitigen, schiefergedeckten, spitzen Helm, der an den Ecken von kleinen Türmchen flankiert wird. Das heutige klassizistische Kirchenschiff wurde im Jahr 1813 anstelle des vorherigen erbaut. 1974 wurde der Innenraum vollständig entkernt und neu ausgestaltet. Die Kirchenbänke wurden im Kirchenschiff nunmehr quer angeordnet. Von der Orgel, die Gustav Wilhelm gebaut hatte, ist nur noch der Prospekt erhalten. Die 1857 von Daniel Raßmann für die katholische Pfarrkirche in Weidenhahn erbaute Orgel wurde 1983 durch Hans Peter Mebold restauriert und in der katholischen Kirche Heilig Geist in Littfeld aufgestellt. Nach der Schließung der Littfelder Kirche kaufte die evangelische Gemeinde Grifte die Orgel 2009. Die Orgelbau Mebold nahm die Umsetzung vor.